# Astaena pectoralis
Astaena pectoralis är en skalbaggsart som beskrevs av Moser 1918. Astaena pectoralis ingår i släktet Astaena och familjen Melolonthidae. Inga underarter finns listade.